# Ruisseau de Limou
Le ruisseau de Limou est une  rivière du sud-ouest de la France, sous-affluent de la Garonne par le Lot.

## Géographie
De 15,1 km de longueur, le ruisseau de Limou prend sa source dans le département de l'Aveyron commune de Almont-les-Junies sous le nom de ruisseau d'Aumont et se jette dans le Lot sur la commune de Flagnac en rive gauche.

## Départements et communes traversées
- Aveyron : Flagnac, Noailhac, Almont-les-Junies.

## Principaux affluents
- Ruisseau d'Aumont : 6,6 km